# EuroVelo

Logo-ul EuroVelo

Harta rețelei de rute cicliste EuroVelo

EuroVelo este o rețea Europeană de rute cicliste, un proiect finanțat de Federația Europeană de Ciclism (ECF).
EuroVelo este o rețea de rute care cuprinde la momentul actual un număr de 12 rute care au în totalitate o distanță de 66.000 km, din care 45.000 km este drum de bicicletă. ECF a publicat o broșură de 16 pagini, în mai 2009, numită EuroVelo, rețeaua rutelor de ciclism Europene.
Aceste rute dau o mare posibilitate iubitorilor de ciclism și celor cărora le place să călătorească.

## Istoric
Primele discuții pentru crearea unei rețele europene datează din anii 1990 , ca urmare a deschiderii în 1993 a  Danmarks nationale cykelruter, rețeaua daneză de ciclism. În 1995, un grup de lucru din cadrul ECF a mizat pe crearea unei rețele de 12 itinerarii.
În 1997, asociația a făcut o cerere de finanțare pentru proiectul EuroVelo de la Comisia Europeană. În noiembrie, lansarea oficială a proiectului are loc la Logroño. Prima deschidere a avut loc în 2001: EuroVelo 12.
Din august 2007, ECF și-a asumat întreaga responsabilitate pentru proiect. În 2011, ECF și-a propus să finalizeze rețeaua EuroVelo (la acea vreme 14 rute pentru 70.000 km) în 2020. În acel an s-au adăugat EuroVelo 13 și 15. În 2014, EuroVelo a fost integrat în Rețeaua Transeuropeană de Transport (TEN-T) a Uniunii Europene. EuroVelo 15 devine primul traseu de ciclism certificat.
EuroVelo 17 (ViaRhôna) s-a alăturat rețelei în 2016. În 2019, EuroVelo 19 era ultimul itinerariu care a aderat la rețea.
În septembrie 2023, ECF a anunțat că traseul ciclist iberic care leagă Lisabona de Pamplona prin Madrid urmează să devină viitoarea rută EuroVelo 16 până în 2028, cu o lungime de 1.896 km.

## Caiet de sarcini
Pistele europene pentru biciclete EuroVelo îndeplinesc următoarele specificații:
1. utilizarea pistelor pentru biciclete naționale și regionale ale țărilor implicate;
2. traversarea a cel puțin două țări;
3. să aibă o lungime minimă de 1.000 de kilometri
4. să dispună de o identitate identificabilă în mod clar, comercializabilă la nivelul internațional;
5. să includă un plan de implementare eficient (parteneri, plan de afaceri, planificare);
6. să includă semnalizare care respectă standardele țărilor/regiunilor vizate, fără goluri și vizibile în ambele direcții;
7. să includă o semnalizare specifică EuroVelo în conformitate cu recomandările din acest domeniu ale UNECE și ECF.

## Rutele EuroVelo

### EuroVelo 1
Ruta pe malul Oceanului Atlantic Nordkapp – Sagres 8 186 km

Ruta internațională de cilism Eurovelo 1 este a doua cea mai lungă  rută din totalul de 15 după Eurovelo 13 (Traseul Cortinei de Fier cu o distanță de 9,000 km). Se întinde pe o distanta de 8,186 km și traversează 6 țări: Portugalia ,Spania ,Franța ,Anglia ,Irlanda și Norvegia.

### EuroVelo 2
Ruta Capitalelor Galway – Moscova 5 500 km

Ruta Vest-Est care începe în Irlanda, continuă în Marea Britanie, Polonia, Belarus și se termină în capitala Rusiei Moscova.

### EuroVelo 3
Ruta Pelerinilor, 5300 km, Trondheim - Santiago de Compostela

### EuroVelo 4
Ruta Europei Centrale, 5100 km, Roscoff - Köln - Frankfurt pe Main - Praga - Cracovia - Lviv - Kiev

### EuroVelo 5
Via Romea Francigena, 3200 km, Canterbury - Greenwich - Canterbury - Calais - Roubaix - Bruxelles - Namur - Luxembourg - Saarbrücken - Basel - Lucerna - Andermatt - Milano - Piacenza - Parma - Florența - Roma - Brindisi

### EuroVelo 6
Atlantic - Marea Neagră, 4450 km, Saint-Brevin-les-Pins - Nantes - Tours - Orléans - Besançon - Mulhouse - Basel - Schaffhausen - Ulm - Passau - Linz - Melk - Viena - Bratislava - Osijek (variantă) - Belgrad - Belene (variantă) - Constanța

### EuroVelo 7
Ruta Soarelui, 7700 km, Capul Nord - Lakselv - Karesuando - Luleå - Umeå - Sundsvall - Örebro - Varberg - Helsingborg - Malmö - Copenhaga - Rostock - Berlin - Potsdam - Dresda - Ústí nad Labem - Praga - České Budějovice - Linz - Passau - Salzburg - Lienz - Mantova - Bologna - Florența - Roma - Napoli - Messina - Catania - Pozzallo - La Valetta

The current state of Eurovelo 7 Arhivat în 23 august 2007, la Wayback Machine. (Decembrie 2004)
 Arhivat în 30 august 2011, la Wayback Machine.

### EuroVelo 8
Arhivat în 12 octombrie 2011, la Wayback Machine.

### EuroVelo 15
Ruta internațională de ciclism Rin, este o rută pe o distanță de 1320 de km și trece prin 4 țări pornind de la izvorul Rinului în Andermatt din Alpii Elvețieni, și merge până la estuarul Rotterdamului din Olanda, prin Franța și Germania. Rinul este cel mai cunoscut și cel mai istoric râu din Europa, care de-a lungul său din Alpi până la Marea Nordului este însoțită de fermecătoarele priveliști rurale care este un punct de atracție pentru turiști. De asemenea a fost o importantă rută de schimburi culturale pentru o perioadă de peste 2000 de ani, dintre zonele Mediterane și cele din Europa de Nord. Cu o topografie fluvială deosebită Rinul este printre cele mai încântătoare zone care vă invită să vizitați orașe riverane și sate cu numeroase situri din patrimoniul mondial al UNESCO-ului, precum este Strasbourgul, catedrala Speyer, Cheile Rinului și Catedrala din Köln.

## Infrastructura rutelor
Ponderea actuală (2013) a componentelor infrastructurii de rute în rețeaua EuroVelo este următoarea:
1. Pista/bandă de biciclete: 14%
2. Drum asfaltat fără trafic: 8%#
3. Drum neasfaltat fără trafic: 6%
4. Drum public cu trafic redus asfaltat: 56%
5. Drum public neasfaltat: 3%
6. Drum public cu trafic intens, asfaltat: 14%